# نادي ساوثال
نادي ساوثال هو نادي كرة قدم بريطاني أٌسس عام 1871. يلعب النادي في Spartan South Midlands Football League ‏.